# المشر (السدة)

تعديل مصدري - تعديل

المشر هي إحدى قرى عزلة الأعماس بمديرية السدة التابعة لمحافظة إب، بلغ تعداد سكانها 96 نسمة حسب تعداد اليمن لعام 2004.